# Kulturberigelse
 Der er for få eller ingen kildehenvisninger i denne artikel, hvilket er et problem. Du kan hjælpe ved at angive troværdige kilder til de påstande, som fremføres i artiklen.

Begrebet kulturberigelse anvendes især om påvirkning af dansk kultur fra tilflyttere fra andre kulturer, f.eks. fra flygtninge/indvandrere med mellemøstlig/ afrikansk baggrund.
Ordet blev i 1980'erne anvendt positivt og betegnede det gode ved input fra fremmede kulturer (fx ny mad, nye ideer).
I dag har ordet fået en negativ/sarkastisk klang og anvendes ofte af grupperinger, der er imod indvandring. Her bruges ordet ofte som eufemisme for kriminalitet/kriminelle personer fra Mellemøsten og Afrika.
F.eks. anvender Den Danske Forening ordet for en citatsamling 